# Кривобоков, Антон Дмитриевич
Антон Дмитриевич Кривобоков (род. 9 апреля 1993, Санкт-Петербург) — российский спортсмен, чемпион и призёр чемпионатов России, мастер спорта России международного класса по дзюдо (2014), мастер спорта России по самбо (2011). Выступает в тяжёлой весовой категории (свыше 100 кг), капитан полиции.

## Биография
Антон Дмитриевич Кривобоков родился 9 апреля 1993 года в городе Санкт-Петербурге.
Занимался единоборствами в Санкт-Петербургском государственном образовательном бюджетном учреждении дополнительного образования детей Специализированной детско-юношеской спортивной школы олимпийского резерва Курортного района Санкт-Петербурга им. Владимира Коренькова. Затем — спортсмен ГБУ СШОР по дзюдо имени А.С. Рахлина.
Его тренерами были Андрей Александрович Брайнин, Андрей Петрович Платонов и Михаил Анатольевич Рахлин.
Представляет клуб «Динамо» (Санкт-Петербург).
Работает преподавателем кафедры физической подготовки и прикладных единоборств Санкт-Петербургского университета МВД России, капитан полиции.
Тренируется у президента Федерации дзюдо Курганской области Олега Анатольевича Лаврентьева. Выступает в параллельном зачете Санкт-Петербург — Курган.
Спортсмен-инструктор по дзюдо Санкт-Петербургской региональной общественной организации «Клуб Дзюдо Турбостроитель», член общественной организации «Региональная спортивная федерация Дзюдо Санкт-Петербурга».

## Спортивные результаты
- Чемпионат России по дзюдо 2014 года — ;
- Чемпионат России по дзюдо 2018 года — ;
- Чемпионат России по дзюдо 2019 года — ;
- Чемпионат России по дзюдо 2021 года — ;
- Кубок России по дзюдо 2022 — ;

## Награды и звания
- Медаль ордена «За заслуги перед Отечеством» II степени, 14 октября 2020 года — за заслуги в развитии физической культуры и спорта, активную общественную деятельность[9].
- Мастер спорта России международного класса по дзюдо, 27 октября 2014 года[10]
- Мастер спорта России по самбо, 23 мая 2011 года[11]
- Мастер спорта России по дзюдо, 30 декабря 2010 года[12]